# Melancholia (album Marty Bijan)
Melancholia – debiutancka płyta Marty Bijan, wydana została 21 września 2018 roku. Praca nad albumem rozpoczęła się w lutym 2015 wraz z zaprezentowaniem pierwszego singla „Poza mną”. Tydzień przed premierą albumu ukazał się utwór „Nasze miejsce”. Album zadebiutował na 29 miejscu zestawienia OLiS.

## Lista utworów
| Nr  | Tytuł utworu                   | Długość |
| --- | ------------------------------ | ------- |
| 1.  | „Ciemno”                       | 2:42    |
| 2.  | „Milcząc”                      | 3:46    |
| 3.  | „Poza mną”                     | 3:53    |
| 4.  | „Szklany klosz”                | 3:26    |
| 5.  | „Chciałam”                     | 4:05    |
| 6.  | „Mówiłeś”                      | 3:22    |
| 7.  | „Acedia”                       | 4:05    |
| 8.  | „Śpiąca królewna”              | 3:59    |
| 9.  | „Nie potrafię”                 | 4:08    |
| 10. | „Lot na Marsa”                 | 3:16    |
| 11. | „Pod gołym niebem”             | 3:54    |
| 12. | „Nasze miejsce”                | 3:36    |
| 13. | „Poza mną (wersja akustyczna)” | 3:28    |
|     |                                | 47:40   |

## Pozycja na liście sprzedaży
| Kraj   | Lista sprzedaży (2018)    | Najwyższa pozycja |
| ------ | ------------------------- | ----------------- |
| Polska | Oficjalna Lista Sprzedaży | 29                |